# Trần Thậm Hy
Trần Thậm Hy (Trung văn phồn thể:陳湛羲;Trung văn giản thể: 陈湛羲; Việt bính: can4 zaam3 hei1, sinh ngày 17 tháng 6 năm 1991 tại Hồng Kông) là một cầu thủ bóng đá chuyên nghiệp thi đấu cho Kitchee. Vị trí anh thi đấu là hậu vệ cánh trái.

## Sự nghiệp cầu thủ
Trần Thậm Hy thi đấu năm 2007 khi đội C Hồng Kông được thành lập, tham gia các sự kiện nhóm chuẩn bị. Tuy nhiên, đội C Hồng Kông đứng trong nhóm sơ bộ, sau đó chuyển sang câu lạc bộ giải hạng nhất. Mùa giải 2010-11 vì chấn thương nên không thể thi đấu vào năm sau, đã được cho mượn với nhóm quân đội mới của HK Sapling. Mặc dù HK Sapling có kết quả nghèo nàn, cạnh tranh trong nhóm A mùa giải sau nhưng vì những thành tích xuất sắc của Trần Thậm Hy trong mùa giải này nên đã thu hút sự chú ý của các đội bóng, gia nhập Nam Hoa vào năm 2012. Năm 2014, anh gia nhập đội bóng Kitchee.

## Thành tích thi đấu
| Câu lạc bộ              | Mùa giải                | Giải đấu | Giải đấu  | Senior Shield | Senior Shield | League Cup | League Cup | FA Cup  | FA Cup    | AFC Cup | AFC Cup   | Tổng    | Tổng      |
| Câu lạc bộ              | Mùa giải                | Số trận  | Bàn thắng | Số trận       | Bàn thắng     | Số trận    | Bàn thắng  | Số trận | Bàn thắng | Số trận | Bàn thắng | Số trận | Bàn thắng |
| ----------------------- | ----------------------- | -------- | --------- | ------------- | ------------- | ---------- | ---------- | ------- | --------- | ------- | --------- | ------- | --------- |
| Fourway Rangers         | 2010–11                 | 4        | 0         | 0             | 0             | 1          | 0          | 0       | 0         | —       | —         | 5       | 0         |
| Tổng                    | Tổng                    | 4        | 0         | 0             | 0             | 1          | 0          | 0       | 0         | 0       | 0         | 5       | 0         |
| Hong Kong Sapling       | 2011–12                 | 16       | 0         | 2             | 0             | 1          | 0          | 2       | 0         | —       | —         | 21      | 0         |
| Hong Kong Sapling Total | Hong Kong Sapling Total | 16       | 0         | 2             | 0             | 1          | 0          | 2       | 0         | 0       | 0         | 21      | 0         |
| Nam Hoa                 | 2012–13                 | 1        | 0         | 1             | 0             | —          | —          | 1       | 0         | —       | —         | 3       | 0         |
| Tổng                    | Tổng                    | 1        | 0         | 1             | 0             | 0          | 0          | 1       | 0         | 0       | 0         | 3       | 0         |
| Tổng cộng               | Tổng cộng               | 21       | 0         | 3             | 0             | 2          | 0          | 3       | 0         | 0       | 0         | 29      | 0         |